# Nikolaj Kedrov starší
Nikolaj Nikolajevič Kedrov, starší (rusky Николай Николаевич Кедров-старший, 28. října 1871, Petrohrad Ruské impérium – 2. února 1940 Paříž) byl ruský operní pěvec, skladatel duchovní hudby a otec Nikolaje Kedrova mladšího. Jednou z jeho nejznámějších skladeb je hudební úprava staroruského textu Otče náš pro čtyřhlasý sbor a capella.

## Život
Nikolaj Nikolajevič Kedrov se narodil v Petrohradu v rodině pravoslavného duchovního (protojereje). Absolvoval kurz Imperátorského pěveckého sboru a poté byl sbormistrem v Bezplatné hudební škole Milije Alexejeviče Balakireva. V letech 1894–1897 studoval zpěv na Petrohradské konzervatoři u S. I. Gabela. Od roku 1896 byl členem Petrohradské společnosti hudebních setkání a vystupoval v operních představeních na scéně petrohradské konzervatoře. Od roku 1899 pak účinkoval v koncertech Kroužku milovníků ruské hudby.
V letech 1897–1899 a částečně i v roce 1900 byl sólistou Moskevské soukromé ruské opery a od Roku 1899 debutoval ve Velkém divadle v roli Valentina v Gounodově opeře Faust a Markétka. Od roku 1902 působil v Mariinském divadle v Petrohradě.
Jeho ženou se stala zpěvačka Mariinského divadla Sofia Nikolajevna Gladká (1875–1965). Jejich syn Nikolaj Nikolajevič Kedrov mladší pokračoval v otcově tradici. Dcera Jelizavěta (později Lila Kedrova) vynikla jako francouzská filmová herečka.
V roce 1897 založil mužské vokální kvarteto (Petrohradské ruské vokální kvarteto). Jejich první koncert se konal v roce 1898 v sále Petrohradské konzervatoře. Repertoár souboru tvořily ruské lidové písně, balady i ruská operní hudba. Liturgická hudba se objevovala v jejich repertoáru postupně. Kvartet úspěšně cestoval Evropou. Účastnil se operního festivalu pořádaného Sergejem Ďagilevem v Paříži. V roce 1914 natočili v Londýně hudební album se světoznámým pěvcem Šaljapinem. Od roku 1904 učil Kedrov na petrohradské konzervatoři sólový i sborový zpěv, v roce 1915 byl jmenován profesorem. V této funkci setrval až do roku 1923, kdy s celou rodinou emigroval.
Zpočátku žili v Berlíně, ale v roce 1928 se usídlili v Paříži. Kedrov učil na Ruské konzervatoři Segeje Rachmaninova a obnovil vokální kvartet pod názvem Quatuor Kedroff. Jeho repertoár se soustředil na liturgické zpěvy Ruské pravoslavné církve. V tomto směru se ubírala i jeho kompoziční činnost. Jeho nejznámější skladbou je pravoslavná verze modlitby Otčenáš. S kvartetem podnikal koncertní turné po Evropě i Severní Americe.
Nikolaj Kedrov zemřel v Paříži 2. února 1940 ve věku 68 let. Je pohřben na Ruském hřbitově v Sainte-Geneviève-des-Bois. Vokální kvartet po jeho smrti převzal syn Nikolaj.